# Drag Race Philippines: Slaysian Royale
Drag Race Philippines: Slaysian Royale es un spin-off de Drag Race Filipinas. El programa se basa en el formato "vs. the World" utilizado dentro de la franquicia Drag Race y cuenta con anteriores concursantes de Drag Race Filipinas que compiten con concursantes asiáticos de otras franquicias. Se estrenó en WOW Presents Plus el 13 de agosto de 2025.

## Producción
El programa es producido en Filipinas por Fullhouse Asia Production Studios, Inc. y World of Wonder, con Fenton Bailey, Randy Barbato, Tom Campbell, RuPaul, Alex Godinez-Lopez y Maricel Ticar Santos como productores ejecutivos.

## Concursantes
| Concursante    | Edad | Origen                               | Temporada original     | Posición original | Posición  |
| -------------- | ---- | ------------------------------------ | ---------------------- | ----------------- | --------- |
| Arizona Brandy | 28   | Makati, Filipinas                    | Filipinas temporada 2  | Subcampeona       |           |
| Bernie         | 38   | Mandaluyong, Filipinas               | Filipinas temporada 2  | 3° lugar          |           |
| Brigiding      | 33   | Mandaluyong, Filipinas               | Filipinas temporada 1  | 6° lugar          |           |
| Ivory Glaze    | 28   | Sídney, Australia                    | Down Under temporada 3 | 9° lugar          |           |
| Khianna        | 23   | Cagayan de Oro, Filipinas            | Filipinas temporada 3  | Subcampeona       |           |
| Kitty Space    | 29   | Paris, France                        | Francia temporada 2    | 9° lugar          |           |
| Siam Phusri    | 35   | Las Vegas, United States             | Tailandia temporada 3  | 7° lugar          |           |
| Suki Doll      | 31   | Montréal, Canadá                     | Canada temporada 2     | 9° lugar          |           |
| Viñas DeLuxe   | 28   | San Jose del Monte, Filipinas        | Filipinas temporada 1  | 7° lugar          |           |
| Yuhua          | 35   | ciudad de Nueva York, Estados Unidos | US temporada 10        | 12° lugar         |           |
| Sum Ting Wong  | 36   | Reading, Reino Unido                 | UK temporada 1         | 7° lugar          | 11° lugar |
| Madame Yoko    | 34   | Ciudad de Luxemburgo, Luxemburgo     | Bélgica temporada 2    | 8° lugar          | 12° lugar |

## Progreso
| Concursantes   | 1    | 2    |
| -------------- | ---- | ---- |
| Arizona Brandy | HIGH | TOP2 |
| Bernie         | SAFE | SAFE |
| Brigiding      | HIGH | HIGH |
| Ivory Glaze    | SAFE | BTM  |
| Khianna        | WIN  | SAFE |
| Kitty Space    | HIGH | SAFE |
| Siam Phusri    | TOP2 | SAFE |
| Suki Doll      | SAFE | SAFE |
| Viñas DeLuxe   | SAFE | WIN  |
| Yuhua          | SAFE | LOW  |
| Sum Ting Wong  | BTM  | ELIM |
| Madame Yoko    | ELIM |      |

      La concursante ganó RuPaul's Drag Race.
      La concursante es finalista.
     La concursante fue votada por sus compañeras como Miss Simpatía.
     La participante estuvo entre las 2 en la cima del desafío pero perdió el lip sync.
     La concursante ganó el desafío semanal.
     La concursante recibió críticas positivas y quedó entre las mejores.
     La concursante recibió críticas de los jueces, pero fue declarada a salvo.
     La concursante recibió críticas negativas quedando entre las peores, pero no fue nominada para eliminación.
     La concursante quedó nominada para eliminación (NPE), teniendo que hacer lip sync para salvarse.
     La concursante fue eliminada.
     La concursante apareció como invitada en el episodio.

## Lip syncs
| Episodio | Top All Stars (Eliminación) | Top All Stars (Eliminación) | Top All Stars (Eliminación)  | Canción           | Ganadora     | Nominadas para eliminación | Eliminada     |
| -------- | --------------------------- | --------------------------- | ---------------------------- | ----------------- | ------------ | -------------------------- | ------------- |
| 1        | Khianna (Madame Yoko)       | vs.                         | Siam Phusri (Sum Ting Wong)  | "Debut" (Katseye) | Khianna      | Madame Yoko, Sum Ting Wong | Madame Yoko   |
| 2        | Arizona Brandy (TBA)        | vs.                         | Viñas DeLuxe (Sum Ting Wong) | "XL" (Silvy)      | Viñas DeLuxe | Ivory Glaze, Sum Ting Wong | Sum Ting Wong |

     La concursante fue eliminada después de su primera vez en el bottom.
     La concursante fue eliminada después de su segunda vez en el bottom.

## Invitados
Listado en orden cronológico:
- Jimbo, concursante de Canada's Drag Race season 1, RuPaul's Drag Race: UK vs. the World temporada 1 y ganadora de All Stars temporada 8[8]
- Maxie, concursante de Queen of the Universe temporada 2 y ganadora de Drag Race Philippines season 3[8]
- Alyssa Edwards, concursante de RuPaul's Drag Race temporada 5, All Stars temporada 2 y ganadora de Global All Stars season 1[8]
- Captivating Katkat, ganadora de Drag Race Philippines temporada 2[8]
- KaladKaren, actriz, personalidad de televisión y jurado de Drag Race Philippines[8]
- Marina Summers, concursante de Drag Race Philippines temporada 1 y RuPaul's Drag Race: UK vs. the World temporada 2[8]
- Nymphia Wind, ganadora de RuPaul's Drag Race temporada 16[8]
- Pangina Heals, jueza de Drag Race Thailand y concursante de RuPaul's Drag Race: UK vs. the World series 1[8]
- Precious Paula Nicole, ganadora de Drag Race Philippines temporada 1[8]
- Sasha Colby, ganadora de RuPaul's Drag Race temporada 15[8]

### Invitados especiales
Invitados que aparecieron en episodios, pero no juzgaron en el escenario principal.
Episodio 1
- Jon Santos, actor, comediante y jurado de Drag Race Philippines
- KaladKaren